# Architektura renesansu w Anglii
Pierwsze przejawy renesansu w Anglii widoczne są dopiero w połowie XVI wieku, początkowo jako pojedyncze, ozdobne detale wprowadzone w okresie późnego gotyku (pod koniec tzw. stylu Tudorów) a później w okresie panowania tzw. stylu elżbietańskiego (1558-1603). W sztukach dekoracyjnych tego czasu utrzymywały się jeszcze elementy formalne angielskiego gotyku, łącząc się z nowymi formami włoskiego renesansu, które docierały do Anglii za pośrednictwem Włoch, Niderlandów, Francji i Niemiec. Był więc to styl mieszany, ale o wyraźnej przewadze cech narodowych. "Nowinki" włoskie interpretowane były w sposób dość powierzchowny, świadczący o niezrozumieniu zasad sztuki renesansowej. W XVI w. budownictwo sakralne w okresie reformacji niemal całkowicie zamiera. W dekoracji przeważają motywy zaczerpnięte z wzorników Serlia i Hansa Vredemana de Vries.

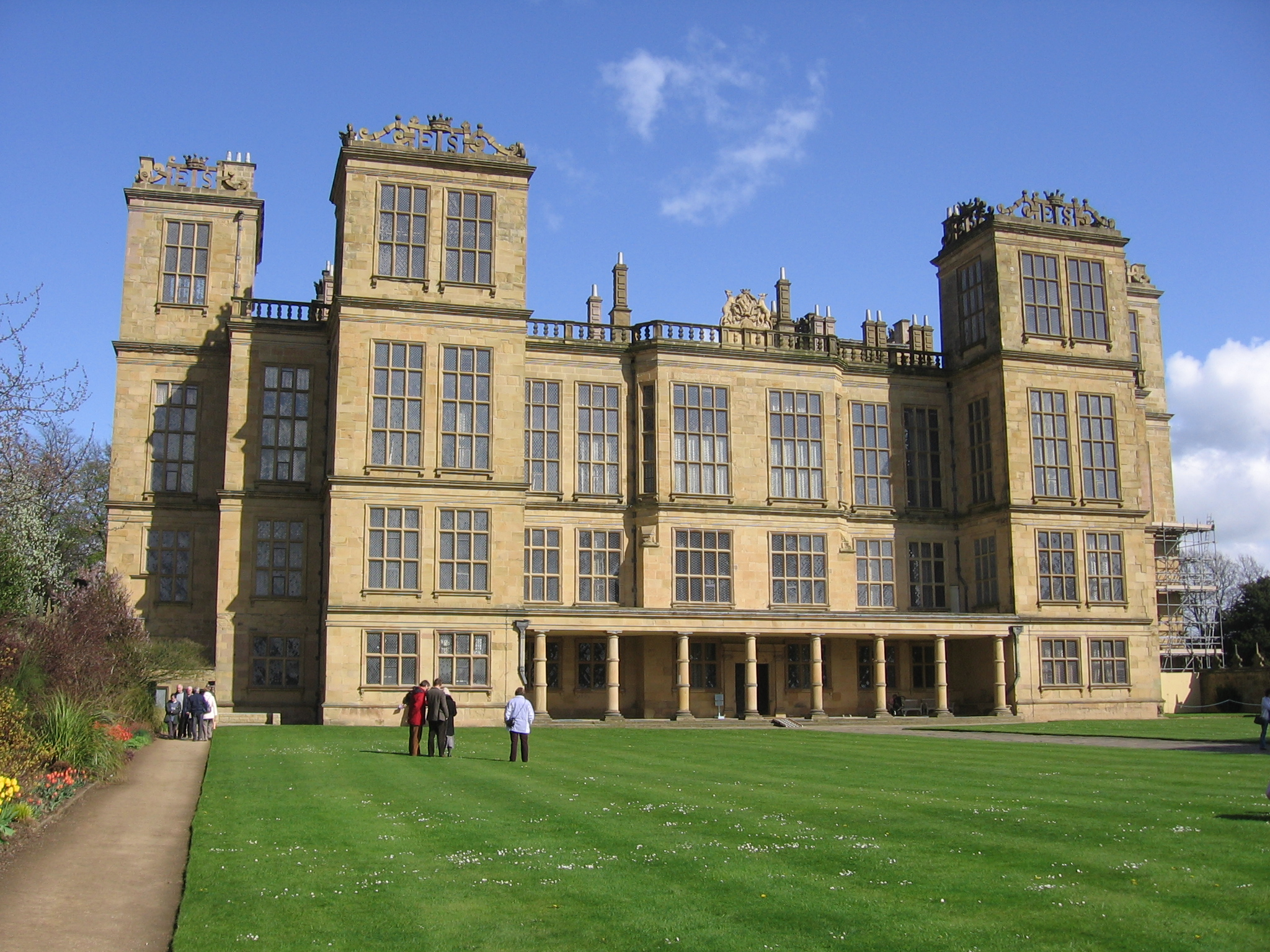
Hardwick Hall

## Rezydencja angielska

### Schemat rezydencji
Prowadzone przebudowy i modernizacje wiejskich siedzib arystokracji i ziemiaństwa otrzymują nowe rozwiązania. Rezydencja przestała być tylko centrum działalności rolniczej właściciela ziemskiego. Jego dochód coraz bardziej zależał od opłat czynszowych dzierżawców, co zapewniało bezpośredni dopływ gotówki i powodowało całkowitą lub częściową rezygnację z działalności czysto gospodarczej. Chęć utrzymania w łaskach dworu niosła ze sobą obowiązek przyjmowania monarchy lub co najmniej jego wysokich wysłanników, a to zmieniło pałac w rodzaj luksusowego hotelu.
W architekturze angielskiej przez długi czas dominował kamień, szczególnie piaskowiec, ale w epoce Tudorów zaczęły pojawiając się wzorowane na niderlandzkim budownictwie budowle z cegieł.
Charakterystyczną cechą czasów elżbietańskich stały się okna dzielone kamiennymi słupkami, ściśle zgranymi z również kamiennym obramowaniem, zapożyczonym ze sztuki gotyckiej i rozwiniętym.
Wyposażenie rezydencji w okna zewnętrzne było wyrazem myślenia o budynku już nie jako systemu obronnego (dotychczas rezydencje miały na zewnątrz jedynie niewielkie okienka i strzelnice). Nastąpiło zatem przeorientowanie topografii budynku. Okna zewnętrzne uczyniły bryłę lżejszą i ciekawszą architektonicznie, pozwoliły na elastyczniejsze wykorzystywanie naturalnego oświetlenia wnętrza.
Inną różnicą było zastąpienie wież bramnych ozdobnymi bramami arkadowymi.
Centralną i główną częścią wielkich rezydencji była, z reguły od czasów średniowiecza, wielka sień, obszerne pomieszczenie ogólne, miejsce gromadzące domowników i ukazujące zarazem, zwłaszcza przy stole jadalnym, hierarchię domowników i gości. Jego rola zaczęła się teraz zmieniać. Rozpoczyna się proces odchodzenia od zbiorowości życia w wielkim hallu. Dawną sień zaczęto dzielić. Część jadalna pana domu znajdowała się w „dais”, rodzaju odrębnej platformy wyłączonej od reszty hallu zazwyczaj za pomocą ozdobnego, drewnianego przepierzenia („timber screen”). Pozostała część domowników jadała w centralnej części hallu. W głównej części budowli umieszczano zazwyczaj reprezentacyjną salę przeznaczoną na bale i uczty. Wewnątrz niej, nad wejściem, budowano emporę dla zespołów muzycznych przygrywających podczas przyjęć. Z głównego hallu na piętro mieszkalne prowadziły reprezentacyjne schody.
Pojawia się odrębny pokój jadalny, pokoje dzienne i wypoczynkowe oraz galeria służąca najczęściej celom rekreacyjnym, w tym grom sportowym. Poszczególne pokoje dostępne były z długiego korytarza, który pełnił funkcję galerii gromadzącej dzieła sztuki i pamiątki rodzinne. 
Charakterystyczne dla rezydencji jako całości były też wysokie, budowane przy zewnętrznych ścianach masywne kominy. W dolnych partiach przechodziły one w kominek, początkowo prosty, potem coraz bardziej ozdobny, stanowiący niezbędny element każdej rezydencji. 
Sypialnia pana i pani domu była na ogół na piętrze. Sypialnia opiekunki kuchni, zwykle dalszej lub bliższej przedstawicielki rodziny właścicieli rodziny właścicieli rezydencji, znajdowała się w pomieszczeniu określanym na jako „solar”, tuż nad kuchnią, również na piętrze.
Wprowadzenie kominka zaczęło stopniowo zmieniać ten układ, a z nim panujący w rezydencji styl życia, wreszcie jej architekturę. Pozwalało to np. na indywidualizację życia domowego przez umieszczenie kilku kominków w różnych pomieszczeniach. Mieszkańcy odtąd nie musieli dla ciepła skupiać się w jednym centralnym miejscu. To z kolei doprowadziło z czasem do zmniejszenia znaczenia wielkiego hallu, czyniąc go rodzajem dużej, powitalnej sieni.
Dodanie bocznych skrzydeł i uformowanie otwartego dziedzińca prowadzi do rozwiązań rzutu budowli opartych na kształcie wzorowanym na literze U. Wysunięcie w środkowej części budowli ryzalitu upodabnia rzut budowli do litery E, a wydłużenie skrzydeł bocznych na tyły rezydencji naśladuje kształt litery H.
Drewniane stropy, zazwyczaj kasetonowe zdobiły stiuki i profilowane belki, a ściany wykładano różnymi odmianami drewna. Pomieszczenia ogrzewało ciepło dużych kominków o dekoracyjnych formach.

### Przykłady założeń

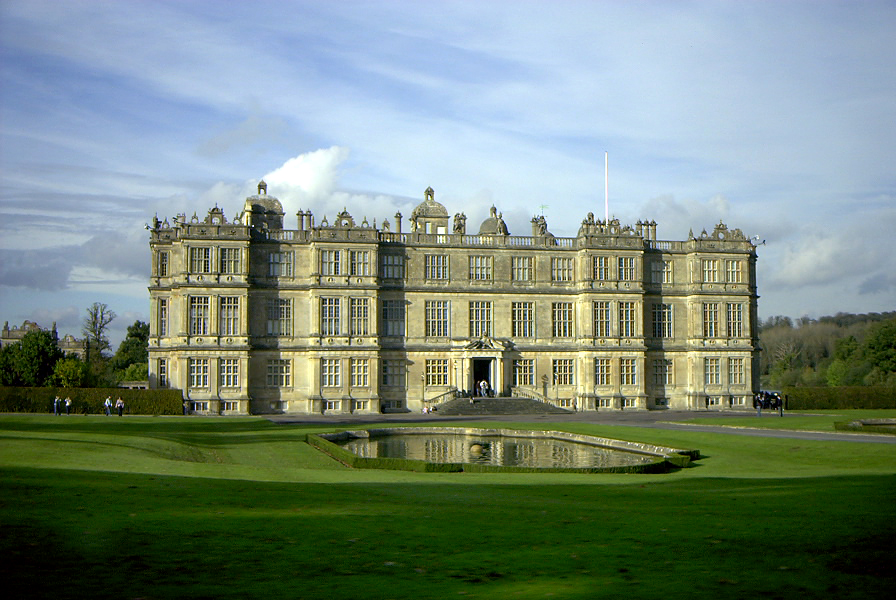
pałac Longleast House

Do przykładów tak rozwiązanych rezydencji należą:
- Burghley House w Northamptonshire,wybudowany między latami pięćdziesiątymi a osiemdziesiątymi XVI w.
- pałac Longleat House (1567) r.
- pałac Charlton House w Wiltshire (1580) r.
- pałac Corsham Court niedaleko Bath (1600) r.
- Shaw House w Berkshire (1581) r.
- Hardwick Hall w Derbyshire, zaprojektowany przez Roberta Smythsona po 1590 r
- Holland House w Kensington (1607) r.

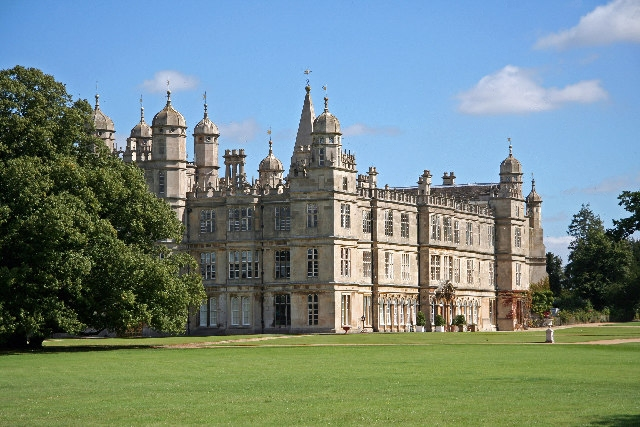
Burghley House

Najwybitniejszym przedstawicielem angielskiego renesansu był wykształcony we Włoszech Inigo Jones, zwolennik palladianizmu. Zaprojektował (w 1617 r.) na zlecenie Jakuba I pałac Whitehall, z ponad 1500 pokojami był to największy w ówczesnym świecie budynek. W 1618 zaprojektował pawilon królowej w Greenwich. Jego dziełem jest także projekt kościoła św. Pawła w Londynie na Covent Garden z 1631 r. 
Umownie przyjmuje się, że okres renesansu w Anglii trwał do ok. 1625 r. Lata późniejsze to rozwijanie stylu zapoczątkowanego przez Andreę Palladio. Historycy angielscy zwykli inaczej niż na kontynencie dzielić i nazywać zmieniające się style architektoniczne. W ich ujęciu okres do połowy XVIII wieku zaliczany jest do późnego renesansu, nie do baroku.

## Literatura
- Tadeusz Broniewski, Historia architektury dla wszystkich, Wydawnictwo Ossolineum, 1990 r.
- David Watkin, Historia architektury zachodniej, Wydawnictwo Arkady 2006 r. ISBN 83-213-4178-0